# گواندا (نیویورک)
گواندا (به انگلیسی: Gowanda) یک منطقهٔ مسکونی در ایالات متحده آمریکا است که در نیویورک واقع شده‌است. گواندا ۴٫۱۷ کیلومتر مربع مساحت و ۲٬۷۰۹ نفر جمعیت دارد و ۲۳۱٫۹۶ متر بالاتر از سطح دریا واقع شده‌است.